# Saint-Martial-de-Valette
Pour les articles homonymes, voir Saint-Martial.
Saint-Martial-de-Valette est une commune française située dans le département de la Dordogne, en région Nouvelle-Aquitaine.
Elle est intégrée au parc naturel régional Périgord-Limousin.

## Géographie

### Généralités
Dans le nord du département de la Dordogne, à l'intérieur du parc naturel régional Périgord-Limousin, la commune de Saint-Martial-de-Valette se trouve dans le Nontronnais. C'est une commune rurale qui fait partie de l'unité urbaine de Nontron et son aire d'attraction, zonage d’étude défini par l'Insee, qui a remplacé en 2020 l'aire urbaine de Nontron dont la commune faisait partie. Elle est arrosée par le Bandiat.
En bordure de la route départementale (RD) 675, et traversé par la RD 675E, le bourg est arrosé par le Bandiat. Il se situe, en distances orthodromiques, moins de deux kilomètres au sud-ouest du centre-ville de Nontron et dix-sept kilomètres au nord de Brantôme.
La commune est également desservie par les RD 75 et 708.

### Communes limitrophes
Saint-Martial-de-Valette est limitrophe de six autres communes.
|                       | Saint-Martin-le-Pin      | Nontron           |
| Lussas-et-Nontronneau | Saint-Martial-de-Valette |                   |
| Mareuil en Périgord   | Saint-Front-sur-Nizonne  | Sceau-Saint-Angel |

### Géologie et relief

#### Géologie
Situé sur la plaque nord du Bassin aquitain et bordé à son extrémité nord-est par une frange du Massif central, le département de la Dordogne présente une grande diversité géologique. Les terrains sont disposés en profondeur en strates régulières, témoins d'une sédimentation sur cette ancienne plate-forme marine. Le département peut ainsi être découpé sur le plan géologique en quatre gradins différenciés selon leur âge géologique. Saint-Martial-de-Valette est située dans le deuxième gradin à partir du nord-est, un plateau formé de roches calcaires très dures du Jurassique que la mer a déposées par sédimentation chimique carbonatée, en bancs épais et massifs.
Les couches affleurantes sur le territoire communal sont constituées de formations superficielles du Quaternaire, de roches sédimentaires  datant pour certaines du Cénozoïque, et pour d'autres du Mésozoïque et du Paléozoïque, ainsi que de roches métamorphiques et magmatiques. La formation la plus ancienne, notée ζ1-2I, se compose de gneiss plagioclastiques grauwackeux à schisteux à deux micas ou biotite seule et sillimanite et parfois microcline (Néoprotérozoïque à Cambrien). La formation la plus récente, notée CFp, fait partie des formations superficielles de type colluvions indifférenciées de versant, de vallon et plateaux issues d'alluvions, molasses, altérites. Le descriptif de ces couches est détaillé dans  la feuille « no 734 - Nontron » de la carte géologique au 1/50 000 de la France métropolitaine, et sa notice associée.

Carte géologique de Saint-Martial-de-Valette.

#### Relief et paysages
Le département de la Dordogne se présente comme un vaste plateau incliné du nord-est (491 m, à la forêt de Vieillecour dans le Nontronnais, à Saint-Pierre-de-Frugie) au sud-ouest (2 m à Lamothe-Montravel). L'altitude du territoire communal varie quant à elle entre 135 mètres à l'extrême nord-ouest, là où le Bandiat quitte la commune et sert de limite entre celles de Lussas-et-Nontronneau et Saint-Martin-le-Pin, et 266 mètres, au sud-est du lieu-dit Chez Yonnet.
Dans le cadre de la Convention européenne du paysage entrée en vigueur en France le 1er juillet 2006, renforcée par la loi du 8 août 2016 pour la reconquête de la biodiversité, de la nature et des paysages, un atlas des paysages de la Dordogne a été élaboré sous maîtrise d’ouvrage de l’État et publié en octobre 2020. Les paysages du département s'organisent en huit unités paysagères,. La commune fait partie du Périgord central, un paysage vallonné, aux horizons limités par de nombreux bois, plus ou moins denses, parsemés de prairies et de petits champs.
La superficie cadastrale de la commune publiée par l'Insee, qui sert de référence dans toutes les statistiques, est de 15,71 km2,,. La superficie géographique, issue de la BD Topo, composante du Référentiel à grande échelle produit par l'IGN, est quant à elle de 16,42 km2.

### Hydrographie

#### Réseau hydrographique
La commune est située pour partie dans le bassin de la Dordogne et pour partie dans   le bassin versant de la Charente au sein du Bassin Adour-Garonne. Elle est drainée par le Bandiat, le ruisseau des Vergnes et par divers petits cours d'eau, qui constituent un réseau hydrographique de 11,5 km de longueur totale,.
Le Bandiat, d'une longueur totale de 91,35 km, prend sa source dans la Haute-Vienne dans la commune de La Chapelle-Montbrandeix et se jette dans la Tardoire en rive gauche en Charente à Agris. Il traverse le territoire communal du nord-est au nord-ouest sur plus de cinq kilomètres et demi dont 450 mètres en limite de Saint-Martin-le-Pin.
Son affluent de rive droite le ruisseau des Vergnes borde la commune au nord-ouest sur 700 mètres face à Saint-Martin-le-Pin.

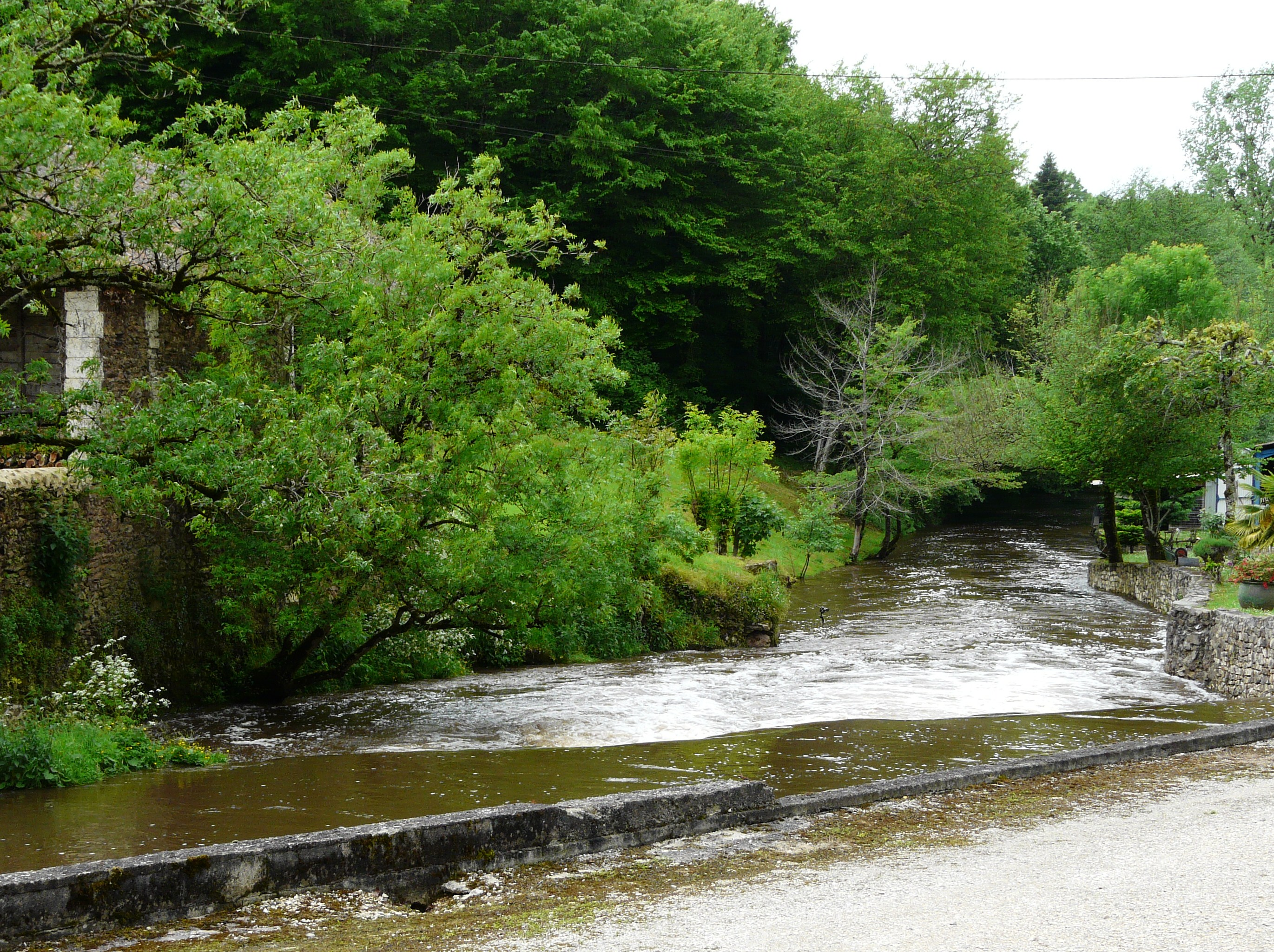
Le Bandiat aux Roches Hautes.
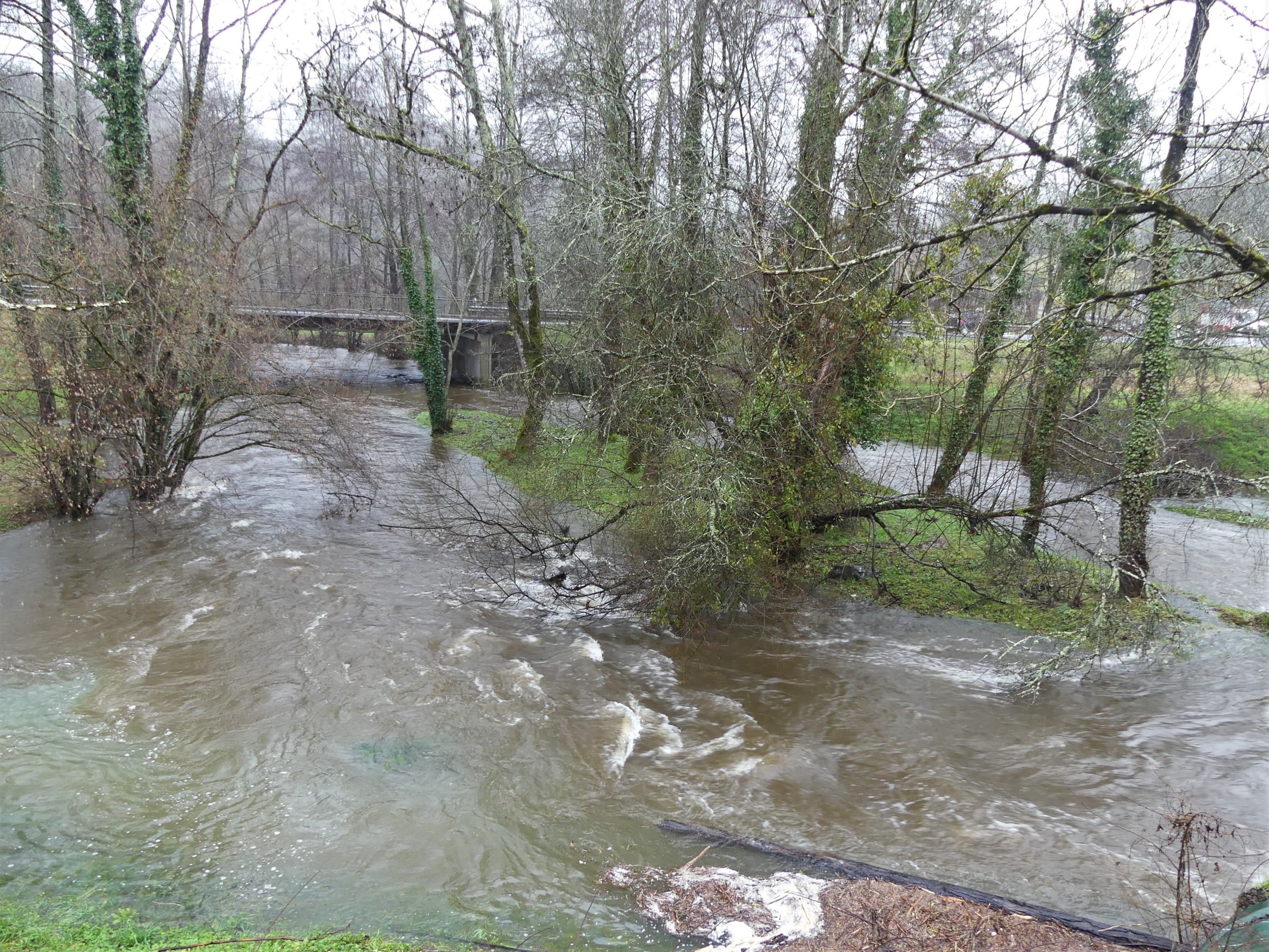
Le Bandiat en crue en aval de la RD 675E.
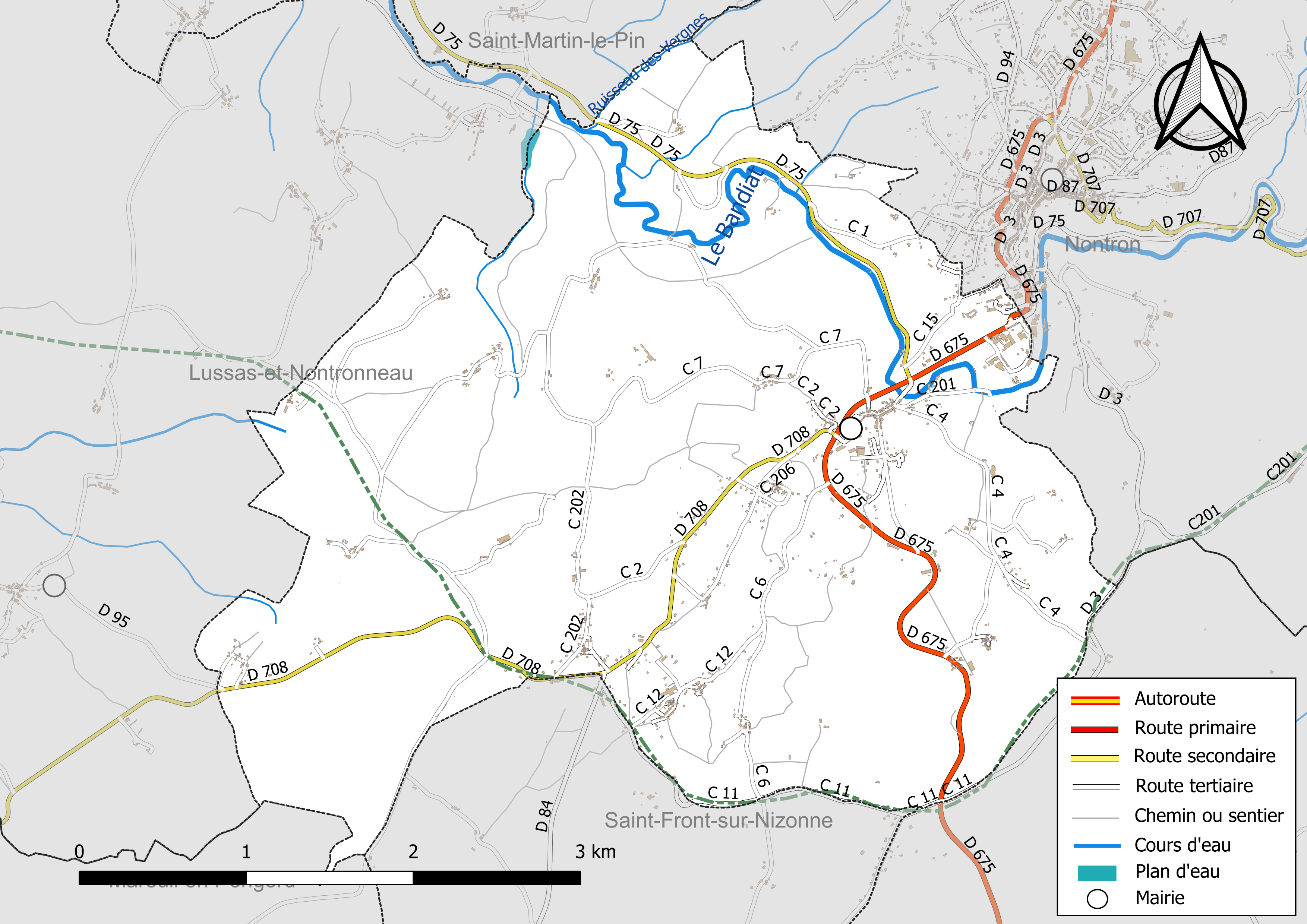
Réseaux hydrographique et routier de Saint-Martial-de-Valette[Note 3].
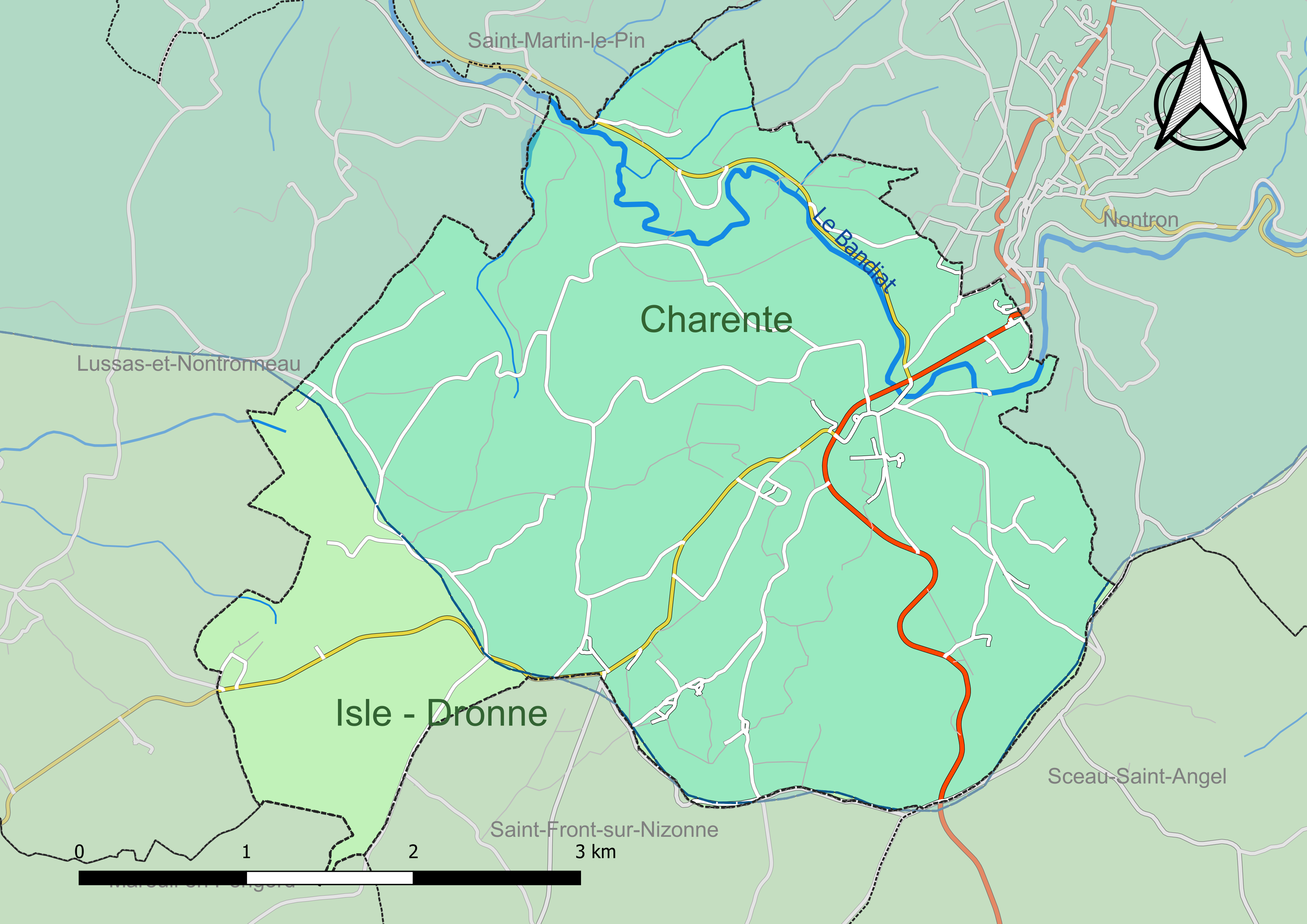
Carte des schémas d'aménagement et de gestion des eaux (SAGE) couvrant le territoire communal de Saint-Martial-de-Valette.

#### Gestion et qualité des eaux
Le territoire communal est couvert par les schémas d'aménagement et de gestion des eaux (SAGE) « Charente » et « Isle - Dronne ». Le SAGE « Charente », dont le territoire correspond au bassin de la Charente, d'une superficie de 9 300 km2, a été approuvé le 19 novembre 2019. La structure porteuse de l'élaboration et de la mise en œuvre est l'établissement public territorial de bassin Charente. Le SAGE « Isle - Dronne », dont le territoire regroupe les bassins versants de l'Isle et de la Dronne, d'une superficie de 7 500 km2, a été approuvé le 2 août 2021. La structure porteuse de l'élaboration et de la mise en œuvre est l'établissement public territorial de bassin de la Dordogne (EPIDOR). Ils définissent chacun sur leur territoire les objectifs généraux d’utilisation, de mise en valeur et de protection quantitative et qualitative des ressources en eau superficielle et souterraine, en respect des objectifs de qualité définis dans le troisième SDAGE  du Bassin Adour-Garonne qui couvre la période 2022-2027, approuvé le 10 mars 2022.
La majeure partie du territoire communal dépend du SAGE Charente. Au sud-ouest la zone restante — environ 15 % du territoire — correspond au bassin versant de deux sous-affluents de la Nizonne et est rattachée au SAGE Isle - Dronne.
La qualité des eaux de baignade et des cours d’eau peut être consultée sur un site dédié géré par les agences de l’eau et l’Agence française pour la biodiversité.

### Climat
Pour des articles plus généraux, voir Climat de la Nouvelle-Aquitaine et Climat de la Dordogne.
Historiquement, la commune est dans une zone de transition entre les climats océaniques aquitain et limousin.  
En 2020, Météo-France publie une typologie des climats de la France métropolitaine dans laquelle la commune est exposée à un climat océanique altéré et est dans la région climatique  Aquitaine, Gascogne, caractérisée par une pluviométrie abondante au printemps, modérée en automne, un faible ensoleillement au printemps, un été chaud (19,5 °C), des vents faibles, des brouillards fréquents en automne et en hiver et des orages fréquents en été (15 à 20 jours).
Pour la période 1971-2000, la température annuelle moyenne est de 11,9 °C, avec  une amplitude thermique annuelle de 15,1 °C. Le cumul annuel moyen de précipitations est de 970 mm, avec 12,7 jours de précipitations en janvier et 7,1 jours en juillet. Pour la période 1991-2020, la température moyenne annuelle observée sur la station météorologique la plus proche, située sur la commune de La Coquille à 26 km à vol d'oiseau, est de 12,1 °C et le cumul annuel moyen de précipitations est de 1 178,8 mm,. Pour l'avenir, les paramètres climatiques de la commune estimés pour 2050 selon différents scénarios d’émission de gaz à effet de serre sont consultables sur un site dédié publié par Météo-France en novembre 2022.

## Urbanisme

### Typologie
Au 1er janvier 2024, Saint-Martial-de-Valette est catégorisée commune rurale à habitat dispersé, selon la nouvelle grille communale de densité à 7 niveaux définie par l'Insee en 2022.
Elle appartient à l'unité urbaine de Nontron, une agglomération intra-départementale dont elle est une commune de la banlieue,. Par ailleurs la commune fait partie de l'aire d'attraction de Nontron, dont elle est une commune de la couronne,. Cette aire, qui regroupe 19 communes, est catégorisée dans les aires de moins de 50 000 habitants,.

### Occupation des sols
L'occupation des sols de la commune, telle qu'elle ressort de la base de données européenne d’occupation biophysique des sols Corine Land Cover (CLC), est marquée par l'importance des territoires agricoles (58,2 % en 2018), en diminution par rapport à 1990 (59,5 %). La répartition détaillée en 2018 est la suivante : 
zones agricoles hétérogènes (39,9 %), forêts (35,6 %), prairies (11,8 %), terres arables (6,5 %), zones urbanisées (4,4 %), zones industrielles ou commerciales et réseaux de communication (1,2 %), milieux à végétation arbustive et/ou herbacée (0,6 %). L'évolution de l’occupation des sols de la commune et de ses infrastructures peut être observée sur les différentes représentations cartographiques du territoire : la carte de Cassini (XVIIIe siècle), la carte d'état-major (1820-1866) et les cartes ou photos aériennes de l'IGN pour la période actuelle (1950 à aujourd'hui).

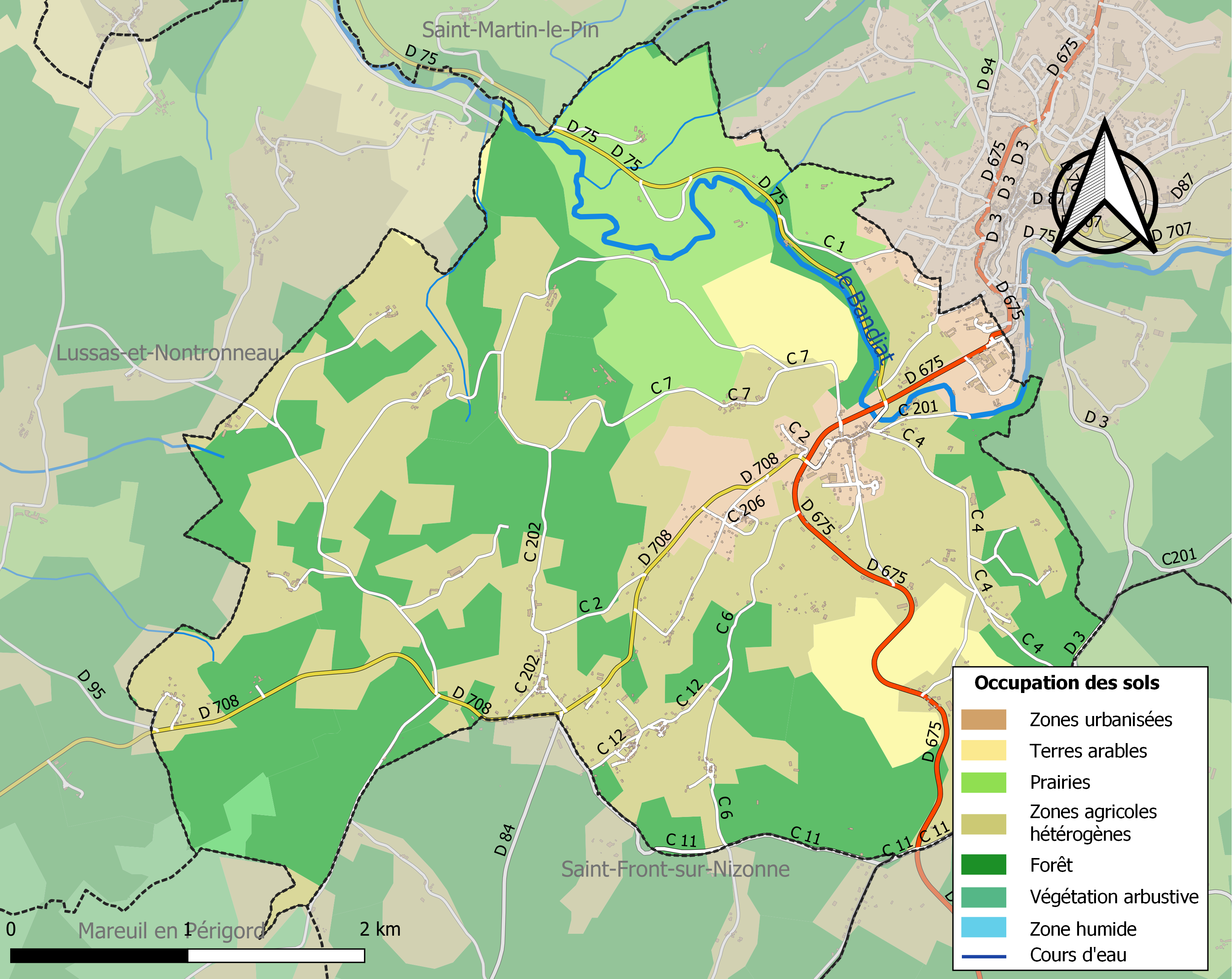
Carte des infrastructures et de l'occupation des sols de la commune en 2018 (CLC).

### Villages, hameaux et lieux-dits
Outre le bourg de Saint-Martial-de-Valette proprement dit, le territoire se compose d'autres villages ou hameaux, ainsi que de lieux-dits :
- Beauséjour
- Bellevue
- Bois de chez Yonnet
- les Bouges
- Bourdelières
- Chabans
- les Champs
- Château Montcheuil
- Chez Litte
- Chez Yonnet
- le Claud
- le Cluzeau
- Combe Falide
- les Durands
- Fargeas
- le Grand Breuil
- le Grand Lac
- le Grand Malibas
- Grolhier
- la Guizardie
- Hautes Roches
- les Îles
- Lage
- les Landes
- Lord
- Maison Brûlée
- Massonneau
- Montagenet
- Moulin de Fauran 
(ou le Moulin de Foureau)
- le Moulin de Rouchillou
- Naudonnet
- Pas de Bœuf
- les Pelades
- les Perrières
- le Petit Breuil
- le Petit Malibas
- le Petit Saint-Martin
- les Prades
- Puy David
- Puyfaiteau
- Rapevache
- les Rapines
- le Refuge
- Ribiéras
- Sabouret
- le Sorbier.

### Prévention des risques

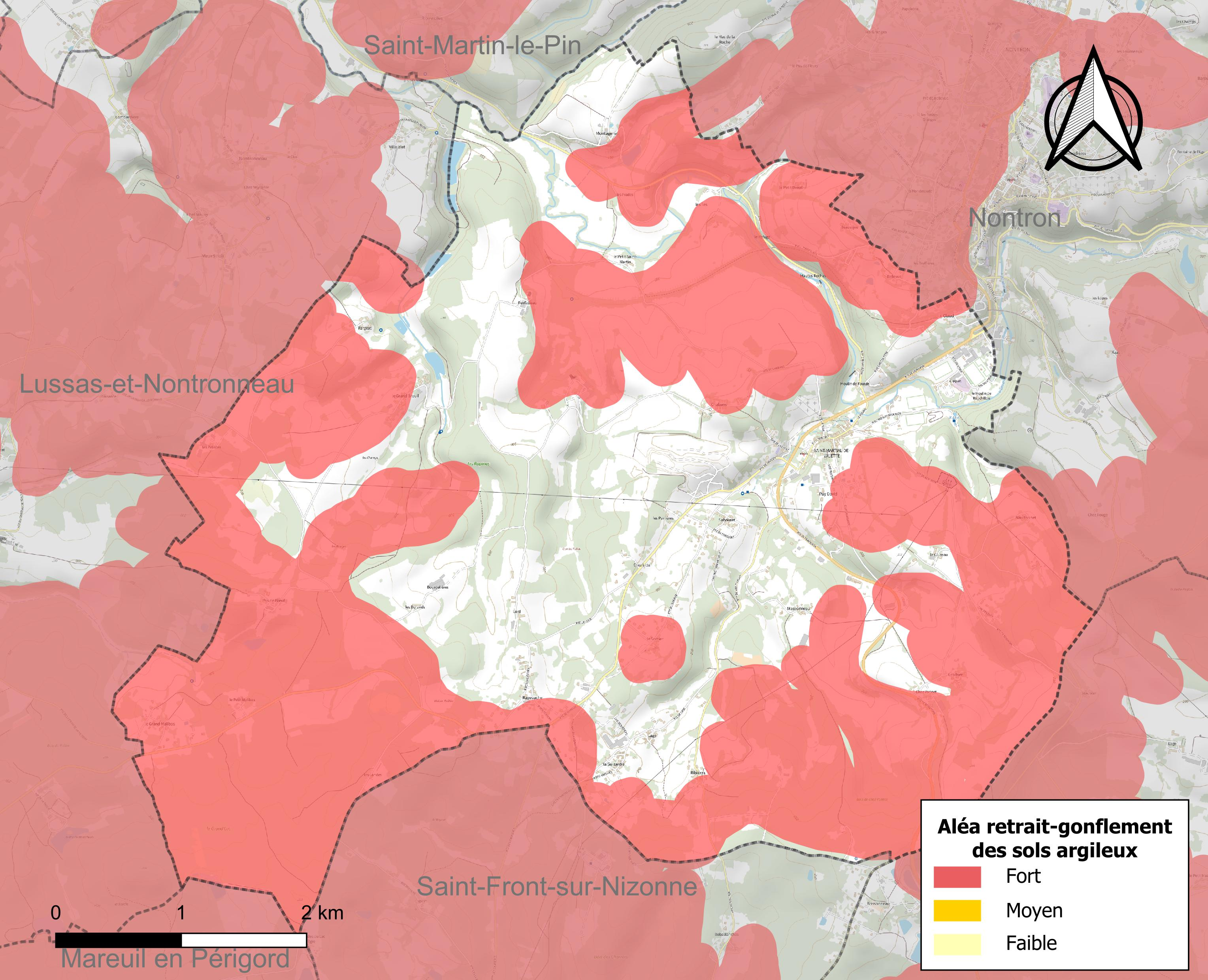
Carte des zones d'aléa retrait-gonflement des sols argileux de Saint-Martial-de-Valette.

Le territoire de la commune de Saint-Martial-de-Valette est vulnérable à différents aléas naturels : météorologiques (tempête, orage, neige, grand froid, canicule ou sécheresse), feux de forêts, mouvements de terrains et séisme (sismicité faible). Un site publié par le BRGM permet d'évaluer simplement et rapidement les risques d'un bien localisé soit par son adresse soit par le numéro de sa parcelle.
Saint-Martial-de-Valette est exposée au risque de feu de forêt. L’arrêté préfectoral du 14 mars 2013 fixe les conditions de pratique des incinérations et de brûlage dans un objectif de réduire le risque de départs d’incendie. À ce titre, des périodes sont déterminées : interdiction totale du 15 février au 15 mai et du 15 juin au 15 octobre, utilisation réglementée du 16 mai au 14 juin et du 16 octobre au 14 février. En septembre 2020, un plan inter-départemental de protection des forêts contre les incendies (PidPFCI) a été adopté pour la période 2019-2029,.
Les mouvements de terrains susceptibles de se produire sur la commune sont des tassements différentiels. Le retrait-gonflement des sols argileux est susceptible d'engendrer des dommages importants aux bâtiments en cas d’alternance de périodes de sécheresse et de pluie. 58,5 % de la superficie communale est en aléa moyen ou fort (58,6 % au niveau départemental et 48,5 % au niveau national métropolitain). Depuis le 1er octobre 2020, en application de la loi ÉLAN, différentes contraintes s'imposent aux vendeurs, maîtres d'ouvrages ou constructeurs de biens situés dans une zone classée en aléa moyen ou fort,.
La commune a été reconnue en état de catastrophe naturelle au titre des dommages causés par les inondations et coulées de boue survenues en 1982, 1983 et 1999, par la sécheresse en 1989, 1991, 2003, 2005, 2011 et 2019 et par des mouvements de terrain en 1999.

## Toponymie

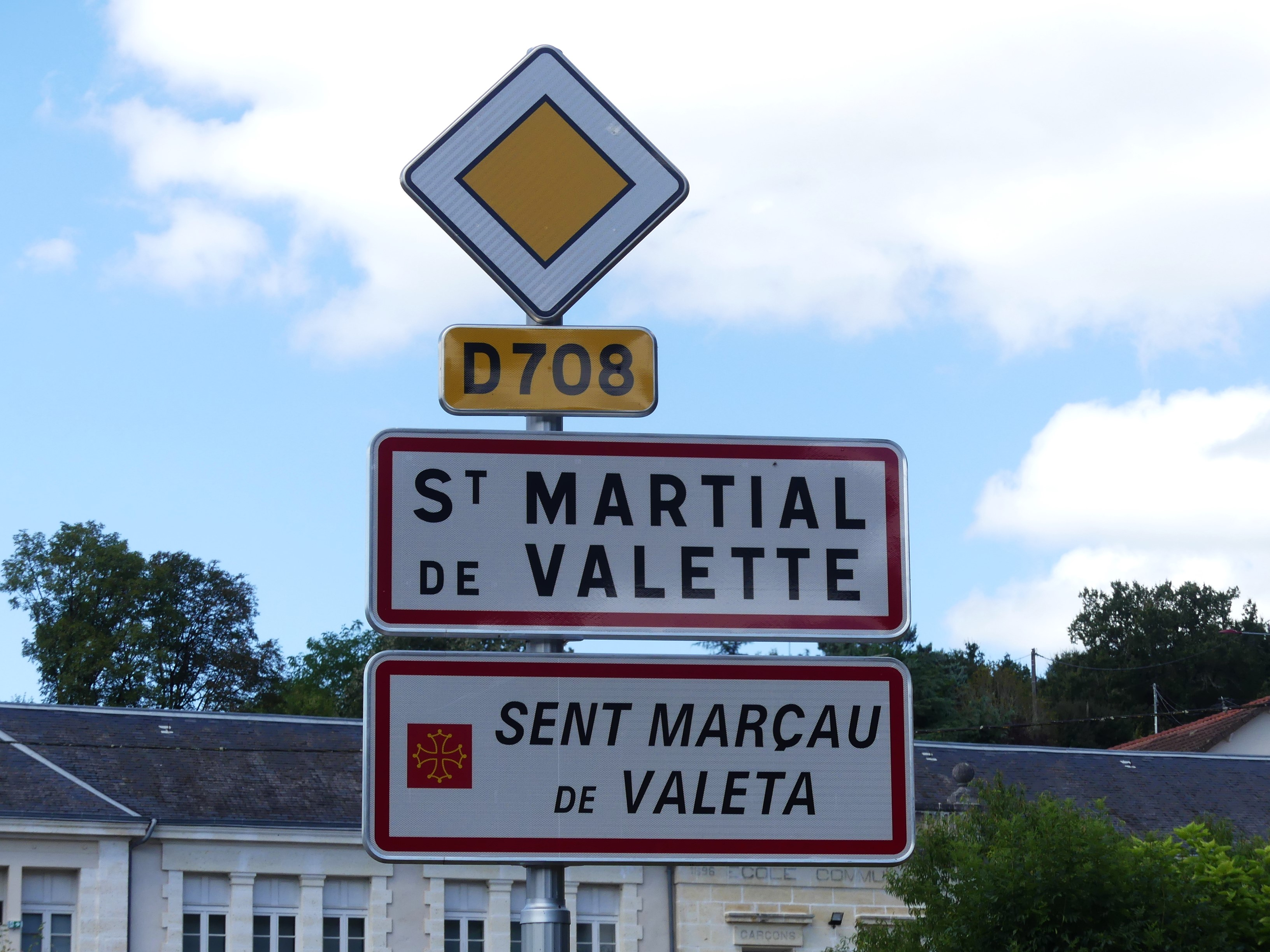
Panneau d'entrée au bourg en français et occitan.

Le nom de la commune se réfère à saint Martial, évêque de Limoges au IIIe siècle, et au mot occitan valeta signifiant « vallon », correspondant ici à celui du Bandiat.
En occitan, la commune porte le nom de Sent Marçau de Valeta,.

## Histoire
La première mention écrite connue du lieu remonte au début du XIVe siècle, vers 1315, sous la forme Sanctus Marcialis.
La paroisse de Saint-Martial dépendait du diocèse de Limoges et de la châtellenie de Nontron.
La commune porta, au cours de la période révolutionnaire de la Convention nationale (1792-1795), le nom de Valette-les-Eaux.
En 1943, le groupement 38 "Mermoz" des Chantiers de la jeunesse, déplacé des Pyrénées vers la Dordogne, installa son poste de commandement au château de Montcheuil.

## Politique et administration

### Rattachements administratifs et électoraux
Dès 1790, la commune de Saint-Martial-de-Valette est rattachée au canton de Nontron qui dépend du district de Nontron jusqu'en 1795, date de suppression des districts. En 1801, ce canton est rattaché à l'arrondissement de Nontron.
Dans le cadre de la réforme de 2014 définie par le décret du 21 février 2014, ce canton disparaît aux élections départementales de mars 2015. La commune est alors rattachée au canton du Périgord vert nontronnais, dont le bureau centralisateur reste fixé à Nontron.

### Intercommunalité
Fin 2002, Saint-Martial-de-Valette intègre dès sa création la communauté de communes du Périgord Nontronnais. Celle-ci est dissoute au 31 décembre 2013 et remplacée au 1er janvier 2014 par la communauté de communes du Périgord vert nontronnais. Au 1er janvier 2017, celle-ci fusionne avec la communauté de communes du Haut-Périgord pour former la nouvelle communauté de communes du Périgord Nontronnais.

### Administration municipale
La population de la commune étant comprise entre 500 et 1 499 habitants au recensement de 2017, quinze conseillers municipaux ont été élus en 2020,.

### Liste des maires

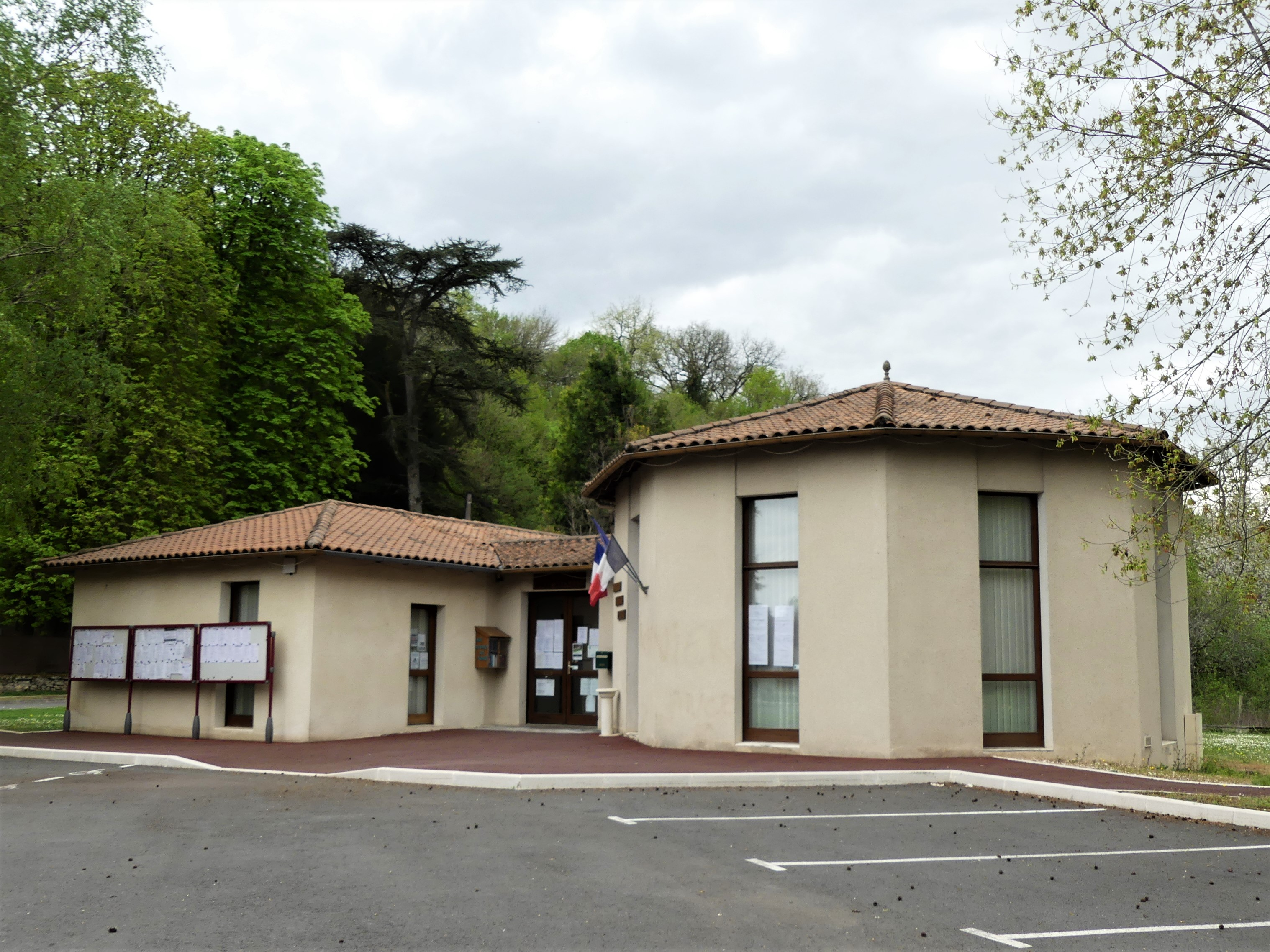
La mairie en 2019.

| Période                                  | Période   | Identité          | Étiquette | Qualité                           |
| ---------------------------------------- | --------- | ----------------- | --------- | --------------------------------- |
| Les données manquantes sont à compléter. |           |                   |           |                                   |
|                                          |           |                   |           |                                   |
| mars 1977                                | juin 1995 | André Cornut      | PS        | Retraité de l'éducation nationale |
| juin 1995                                | mars 2014 | Gabriel Dumonteit | PCF       | Retraité                          |
| mars 2014 (rélu en mai 2020)             | En cours  | Alain Lagorce     | PCF       |                                   |

## Équipements et services publics

### Enseignement

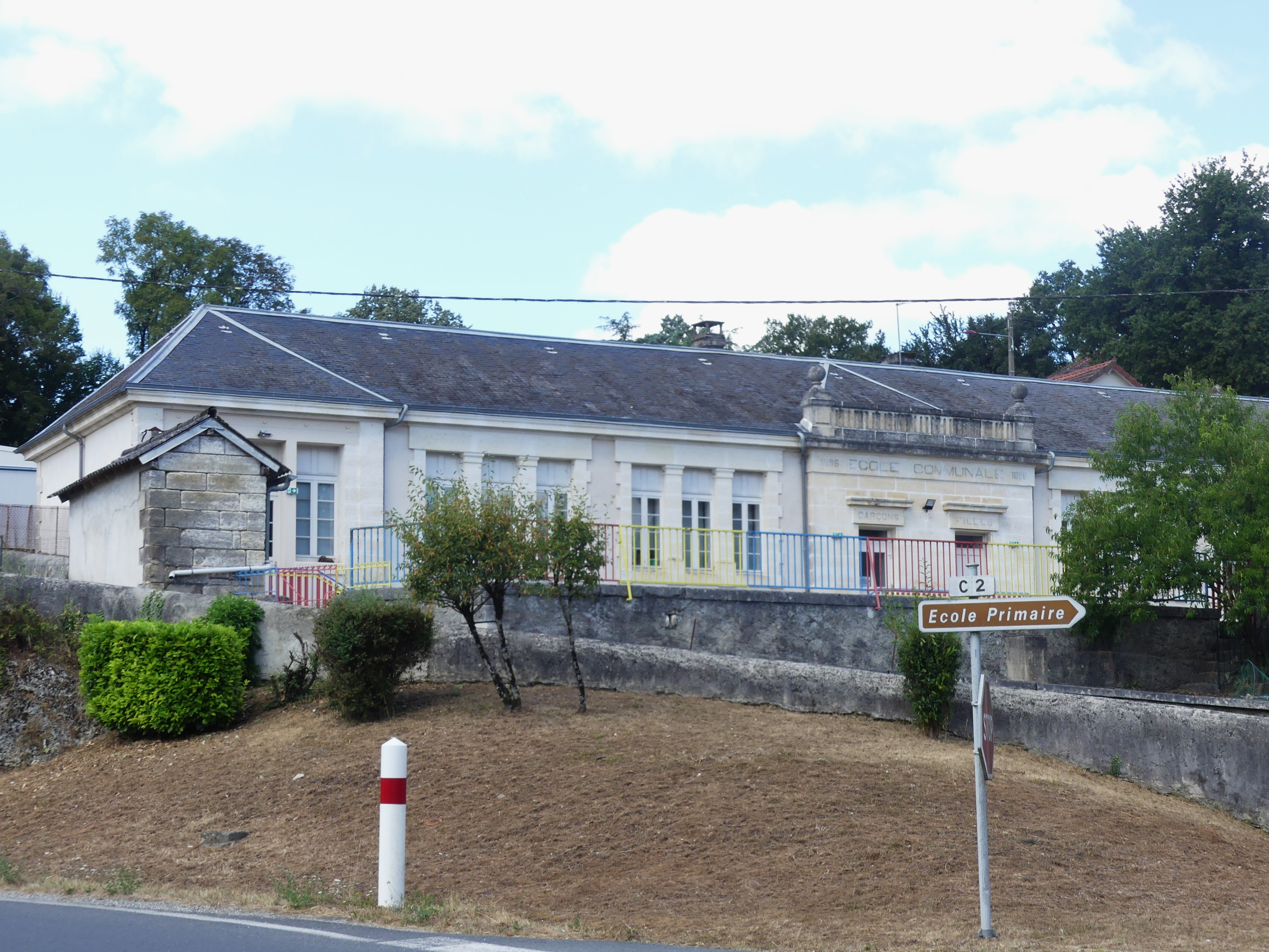
L'école primaire.

En septembre 2024, la commune dispose d'une école primaire publique.

### Justice
En 2023, dans le domaine judiciaire, Saint-Martial-de-Valette relève : 
- du tribunal judiciaire, du tribunal pour enfants, du conseil de prud'hommes et du tribunal de commerce de Périgueux ;
- du pôle Nationalité du tribunal judiciaire de Périgueux (compétent uniquement dans le domaine de la nationalité) ;
- de la cour d'appel, du tribunal administratif et de la  cour administrative d'appel de Bordeaux.

## Population et société

### Démographie
Les habitants de Saint-Martial-de-Valette se nomment les Saint-Martialais.
L'évolution du nombre d'habitants est connue à travers les recensements de la population effectués dans la commune depuis 1793. Pour les communes de moins de 10 000 habitants, une enquête de recensement portant sur toute la population est réalisée tous les cinq ans, les populations de référence des années intermédiaires étant quant à elles estimées par interpolation ou extrapolation. Pour la commune, le premier recensement exhaustif entrant dans le cadre du nouveau dispositif a été réalisé en 2005.

En 2022, la commune comptait 801 habitants, en évolution de +1,26 % par rapport à 2016 (Dordogne : +0,37 %, France hors Mayotte : +2,11 %).
| 1793  | 1800  | 1806 | 1821 | 1831  | 1836  | 1841  | 1846  | 1851  |
| ----- | ----- | ---- | ---- | ----- | ----- | ----- | ----- | ----- |
| 1 005 | 1 166 | 838  | 996  | 1 004 | 1 014 | 1 047 | 1 050 | 1 070 |

| 1856  | 1861  | 1866  | 1872  | 1876  | 1881  | 1886  | 1891  | 1896 |
| ----- | ----- | ----- | ----- | ----- | ----- | ----- | ----- | ---- |
| 1 101 | 1 073 | 1 087 | 1 017 | 1 035 | 1 048 | 1 114 | 1 008 | 954  |

| 1901 | 1906 | 1911 | 1921 | 1926 | 1931 | 1936 | 1946 | 1954 |
| ---- | ---- | ---- | ---- | ---- | ---- | ---- | ---- | ---- |
| 987  | 938  | 948  | 858  | 804  | 808  | 831  | 804  | 793  |

| 1962 | 1968 | 1975 | 1982 | 1990 | 1999 | 2005 | 2006 | 2010 |
| ---- | ---- | ---- | ---- | ---- | ---- | ---- | ---- | ---- |
| 841  | 806  | 788  | 747  | 855  | 790  | 819  | 841  | 831  |

| 2015 | 2020 | 2022 | - | - | - | - | - | - |
| ---- | ---- | ---- | - | - | - | - | - | - |
| 802  | 800  | 801  | - | - | - | - | - | - |

## Économie

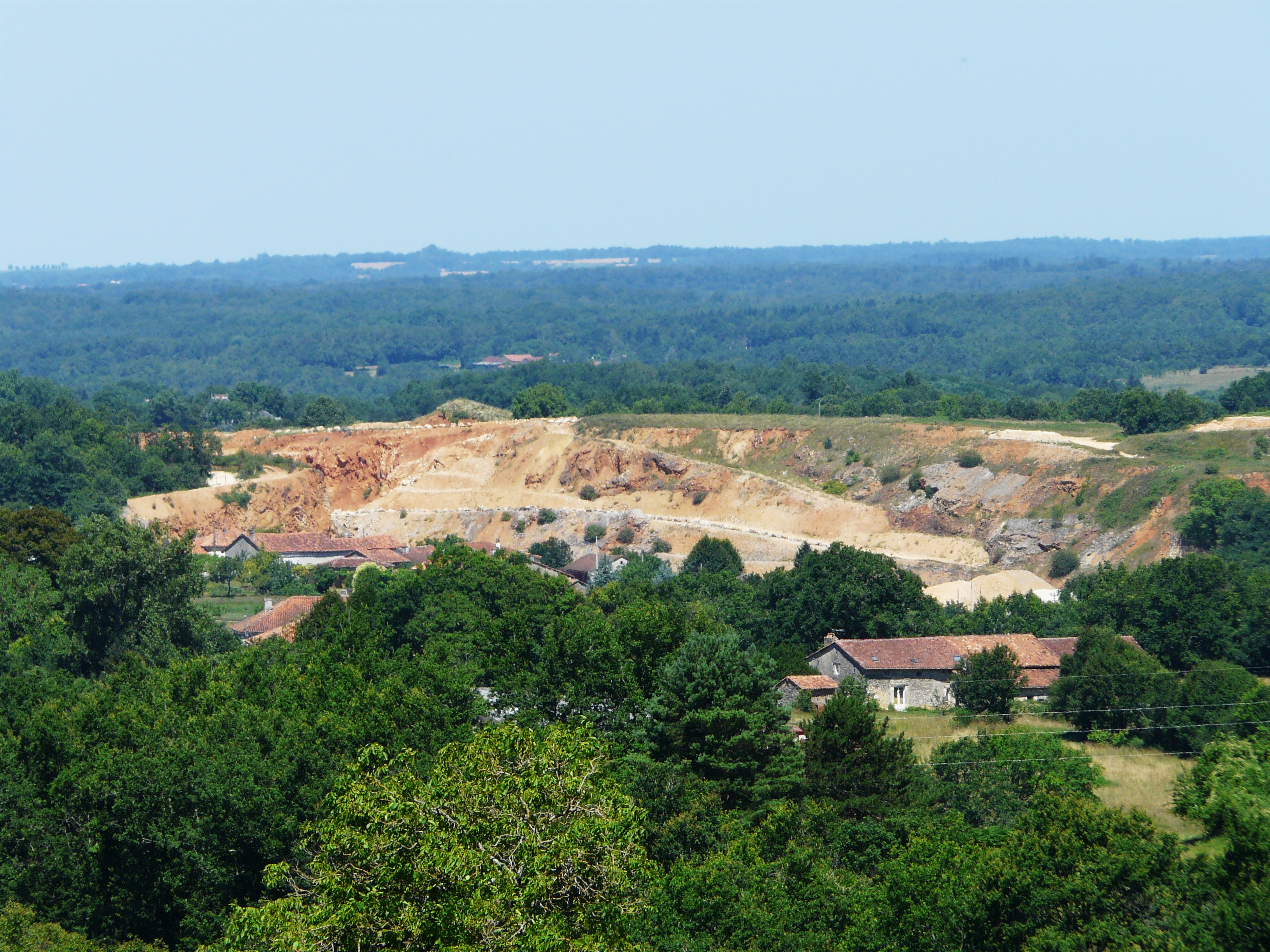
La carrière de calcaire de Sabouret.

### Emploi
En 2015, parmi la population communale comprise entre 15 et 64 ans, les actifs représentent 384 personnes, soit 47,9 % de la population municipale. Le nombre de chômeurs (quarante-huit) a augmenté par rapport à 2010 (trente-trois) et le taux de chômage de cette population active s'établit à 12,5 %.

### Établissements
Au 31 décembre 2015, la commune compte 75 établissements, dont trente-trois au niveau des commerces, transports ou services, dix-huit dans la construction, treize dans l'industrie, sept dans l'agriculture, la sylviculture ou la pêche, et quatre relatifs au secteur administratif, à l'enseignement, à la santé ou à l'action sociale.

### Entreprises
Dans le secteur agroalimentaire, parmi les entreprises dont le siège social est en Dordogne, la société « Le Chèvrefeuille » (fabrication de fromage), implantée à Saint-Martial-de-Valette, se classe en 19e position quant au chiffre d'affaires hors taxes en 2015-2016, avec 6 356 k€. En ce qui concerne le chiffre d'affaires à l'exportation en 2015-2016, tous secteurs confondus, elle se classe 48e avec 796 k€.
En 2022, la fromagerie Chêne vert, spécialisée dans les fromages bio de chèvre et de brebis, emploie une cinquantaine de personnes sur la commune.

## Culture locale et patrimoine

### Lieux et monuments

#### Patrimoine civil
- Maison noble de La Beytour, au village de Massonneau, attestée en 1357[69].
- Maison noble du Claud, attestée en 1665[70].
- Manoir de Grand Breuil, disparu au XIXe siècle[71].
- Repaire noble de la Jarrige, attesté en 1539, dont il subsiste les vestiges d'une tour carrée du XIe ou XIIe siècle[72] ; déjà en ruines, le repaire est définitivement abandonné au moment de la Révolution française.
- Château de Montcheuil : un premier château, bâti entre 1495 et 1515, a été détruit en 1830[73] ; un nouveau château a été érigé sur les bases de l'ancien[73] vers 1890.
- Château de Puyfaiteau, sur l'emplacement d'un ancien repaire noble[74].
- Maison forte de Valette des XIe et XIIe siècles, transformée en moulin au XVe siècle[75].

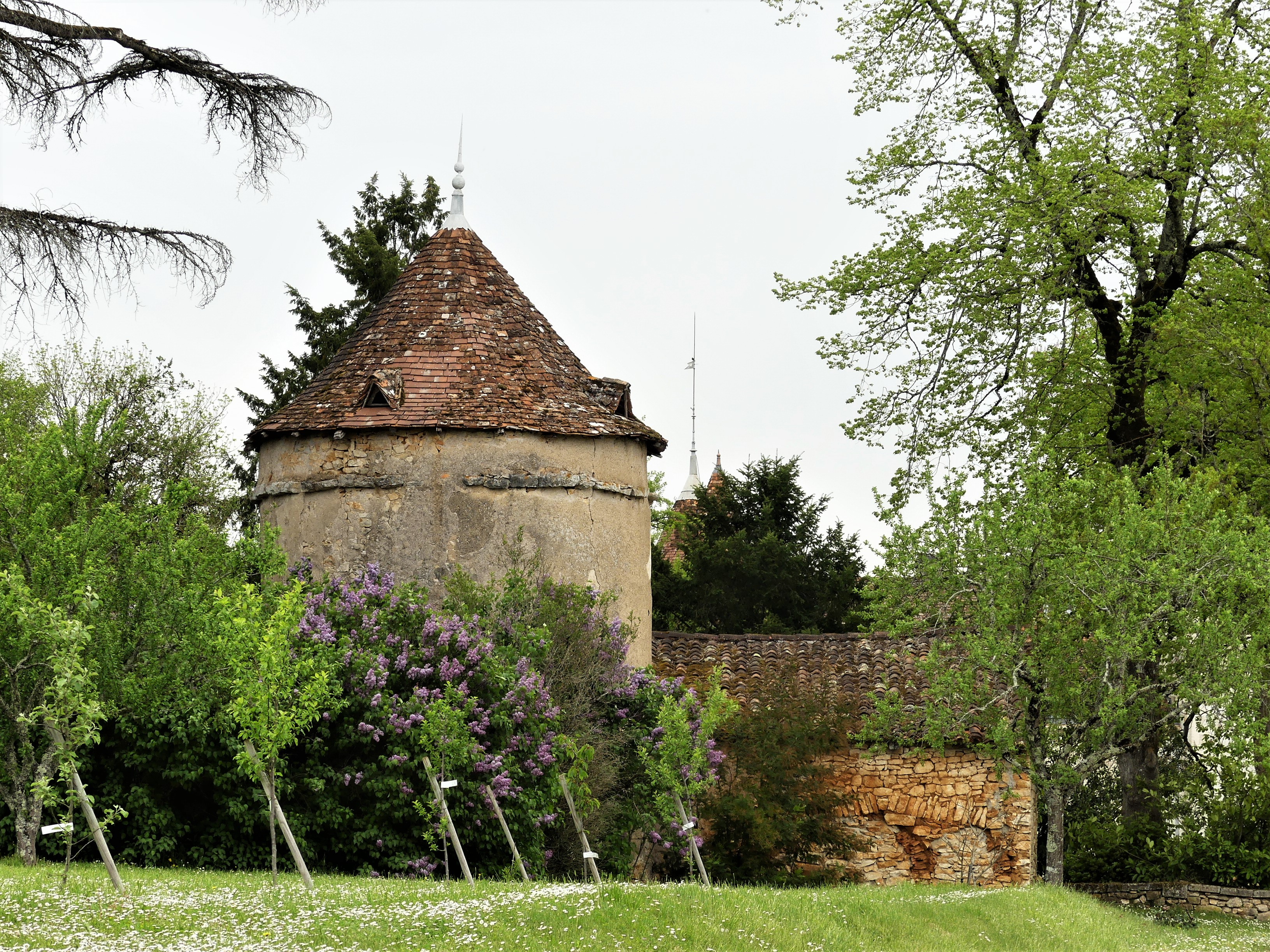
Le pigeonnier du château de Montcheuil.
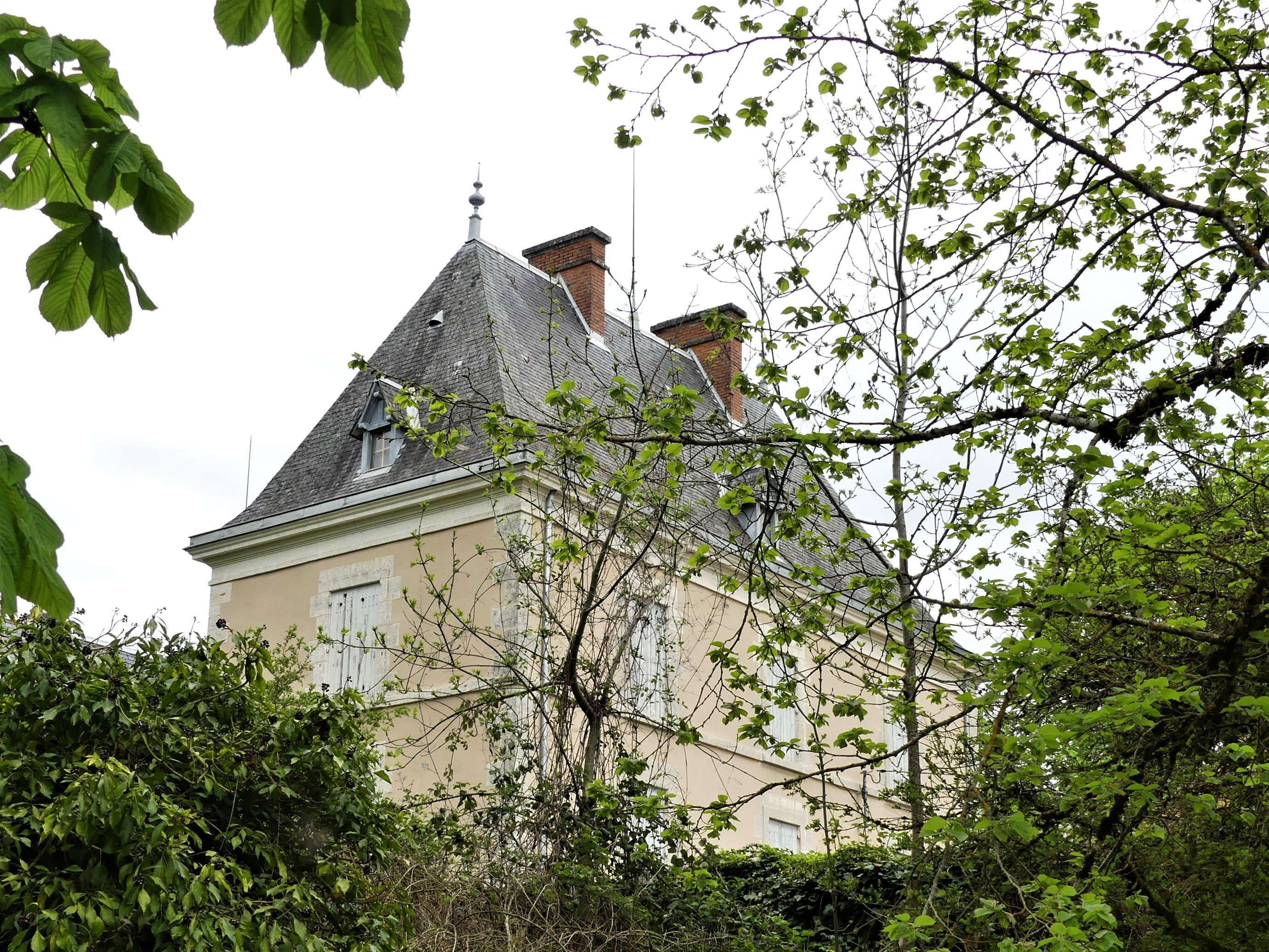
Le toit du château de Puyfaiteau.
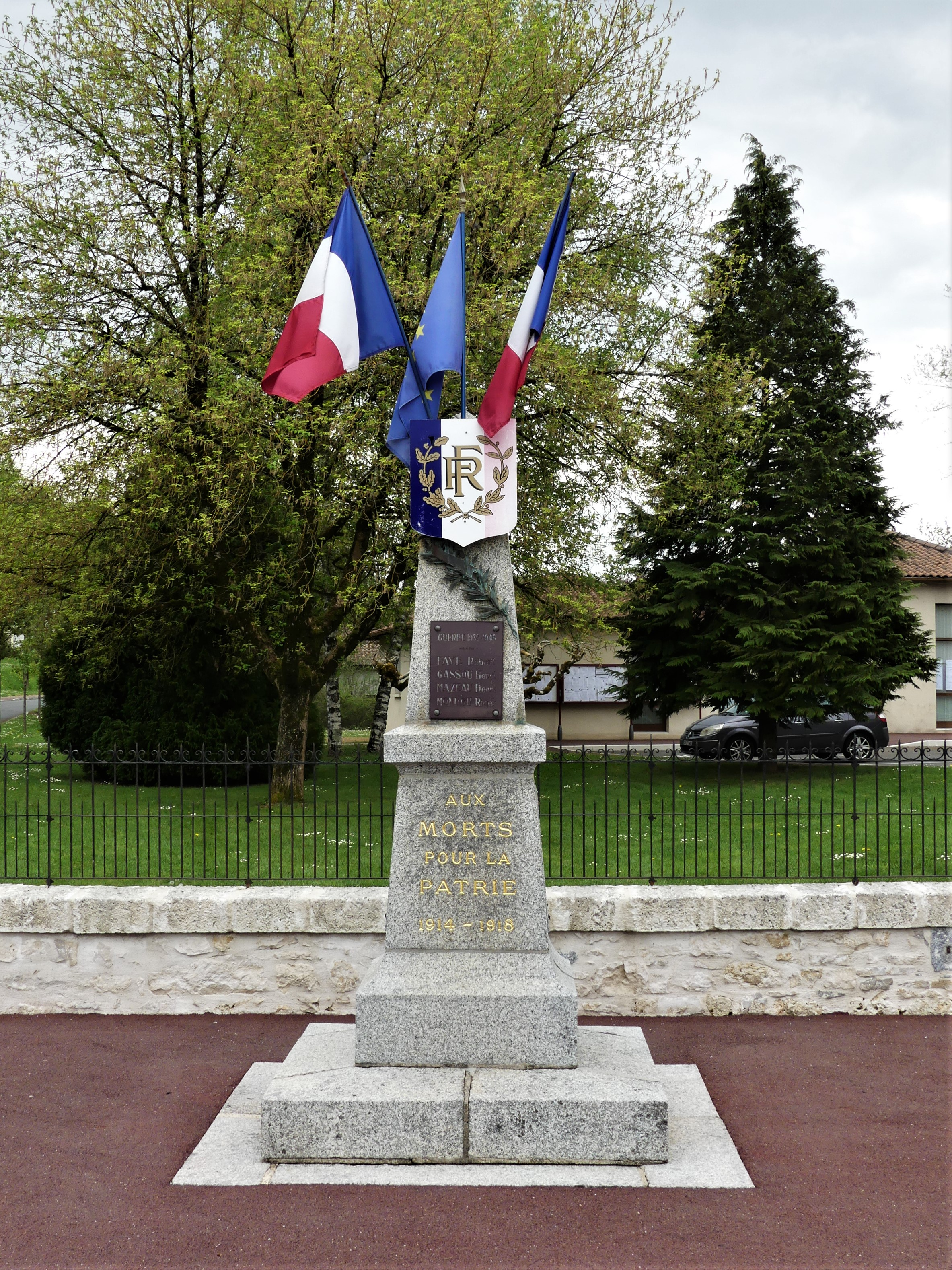
Le monument aux morts.

#### Patrimoine religieux
- Église Saint-Martial, romane du XIIe siècle avec un clocher-mur du XVIIe siècle[76], inscrite au titre des monuments historiques depuis 1942 pour sa façade occidentale[77].
- Église du Petit Saint-Martin[45], romane, faisait l'objet d'un pèlerinage pour les vertus curatrices de ses deux sources proches[46].
- Ancienne chapelle Sainte-Anne dans le bourg, transformée en grange[45].

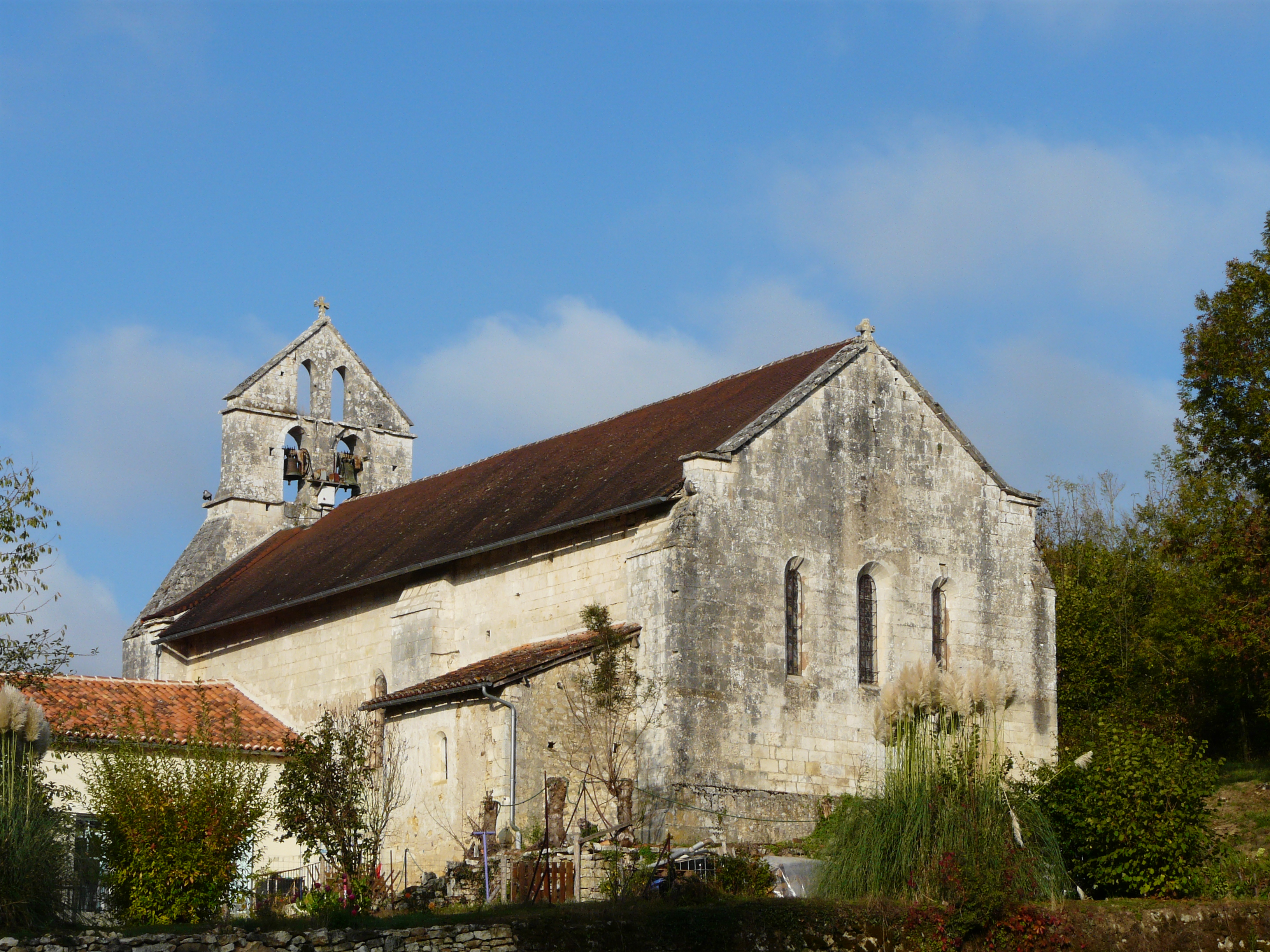
L'église Saint-Martial.
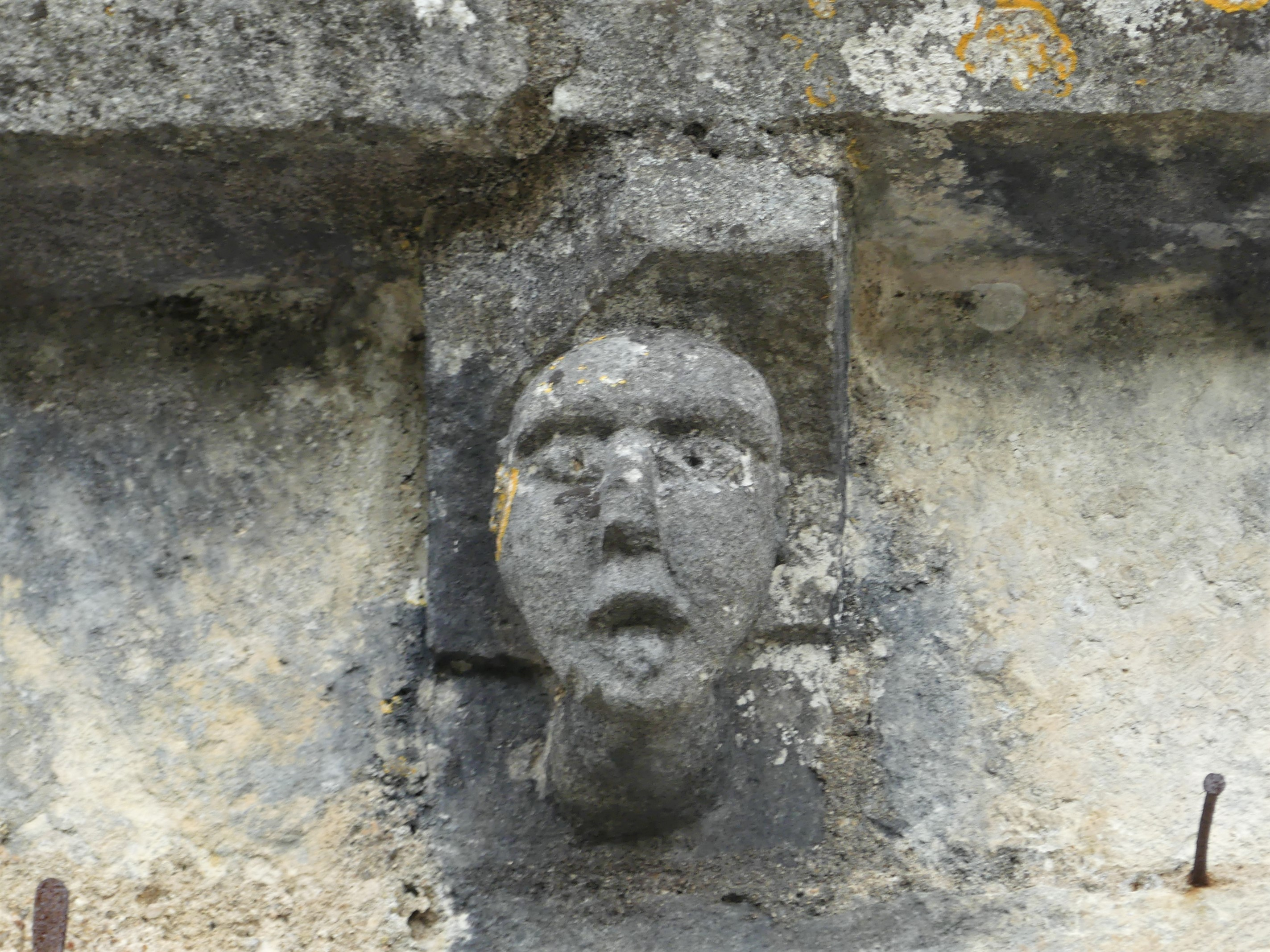
Un modillon de sa façade ouest.
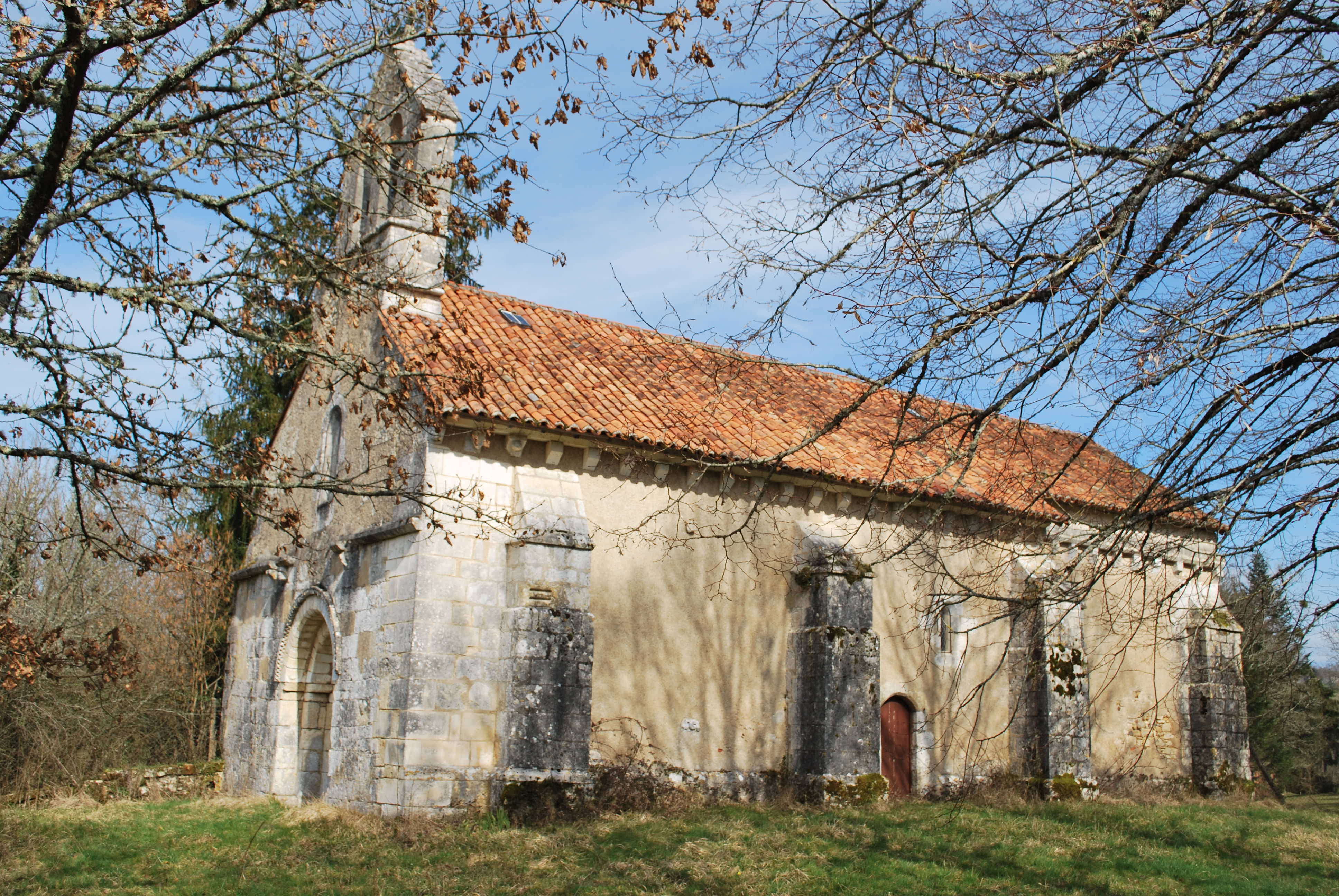
L'église du Petit Saint-Martin.
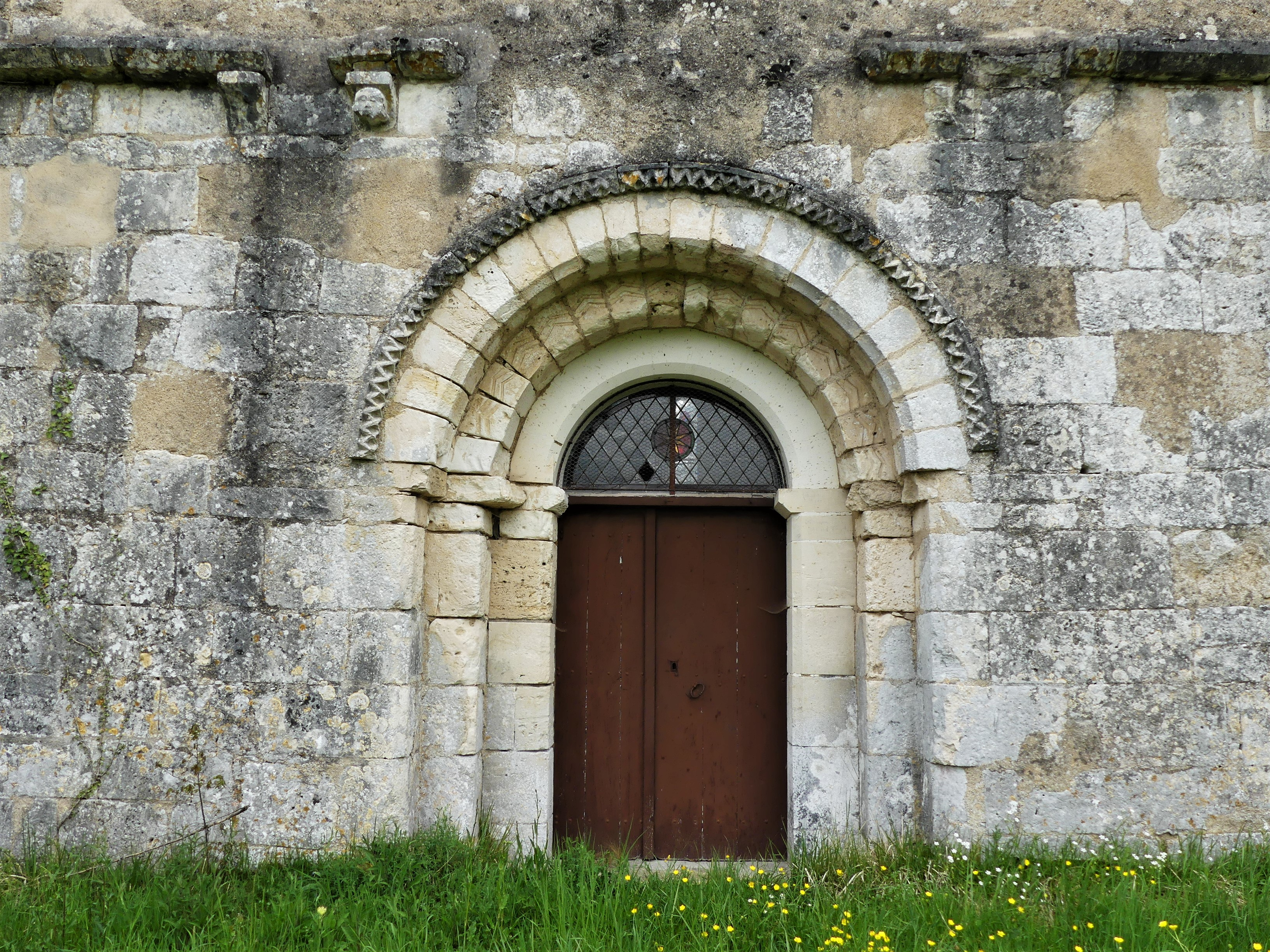
Son portail.

### Patrimoine naturel

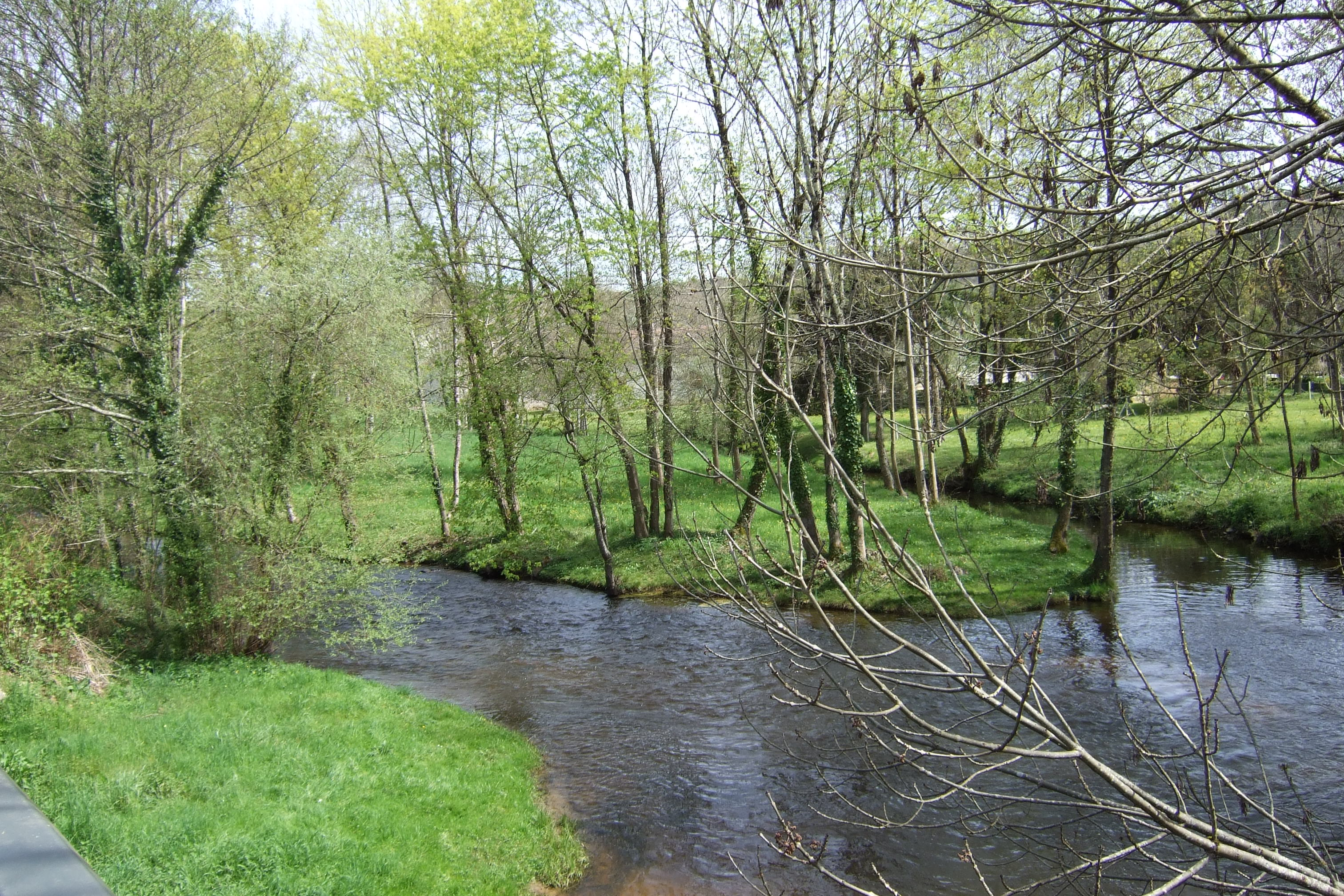
Le Bandiat près du bourg de Saint-Martial-de-Valette.

La commune fait partie du parc naturel régional Périgord-Limousin depuis la création de celui-ci en 1998, adhésion renouvelée en 2011.
La vallée du Bandiat est protégée dans sa traversée de la commune au titre de la zone naturelle d'intérêt écologique, faunistique et floristique (ZNIEFF) de type I « Vallées du réseau hydrographique du Bandiat » dont la flore est constituée de près d'une centaine d'espèces de plantes, dont deux sont considérées comme déterminantes : l'aigremoine élevée, ou aigremoine odorante (Agrimonia procera) et la jacinthe des bois, ou jacinthe sauvage (Hyacinthoides non-scripta),.

### Héraldique
| Blason de Saint-Martial-de-Valette | Blason  | De sinople à la croix de Malte d'argent, une fontaine héraldique d'or remplie d'azur traversée de trois sources d'argent accostée de deux lions couronnés et affrontés d'or (ou orangé), le tout brochant sur la croix. |
| Blason de Saint-Martial-de-Valette | Détails | Création de Pascal Jouen approuvée par le conseil municipal en avril 2015. |

## Pour approfondir